# Казека

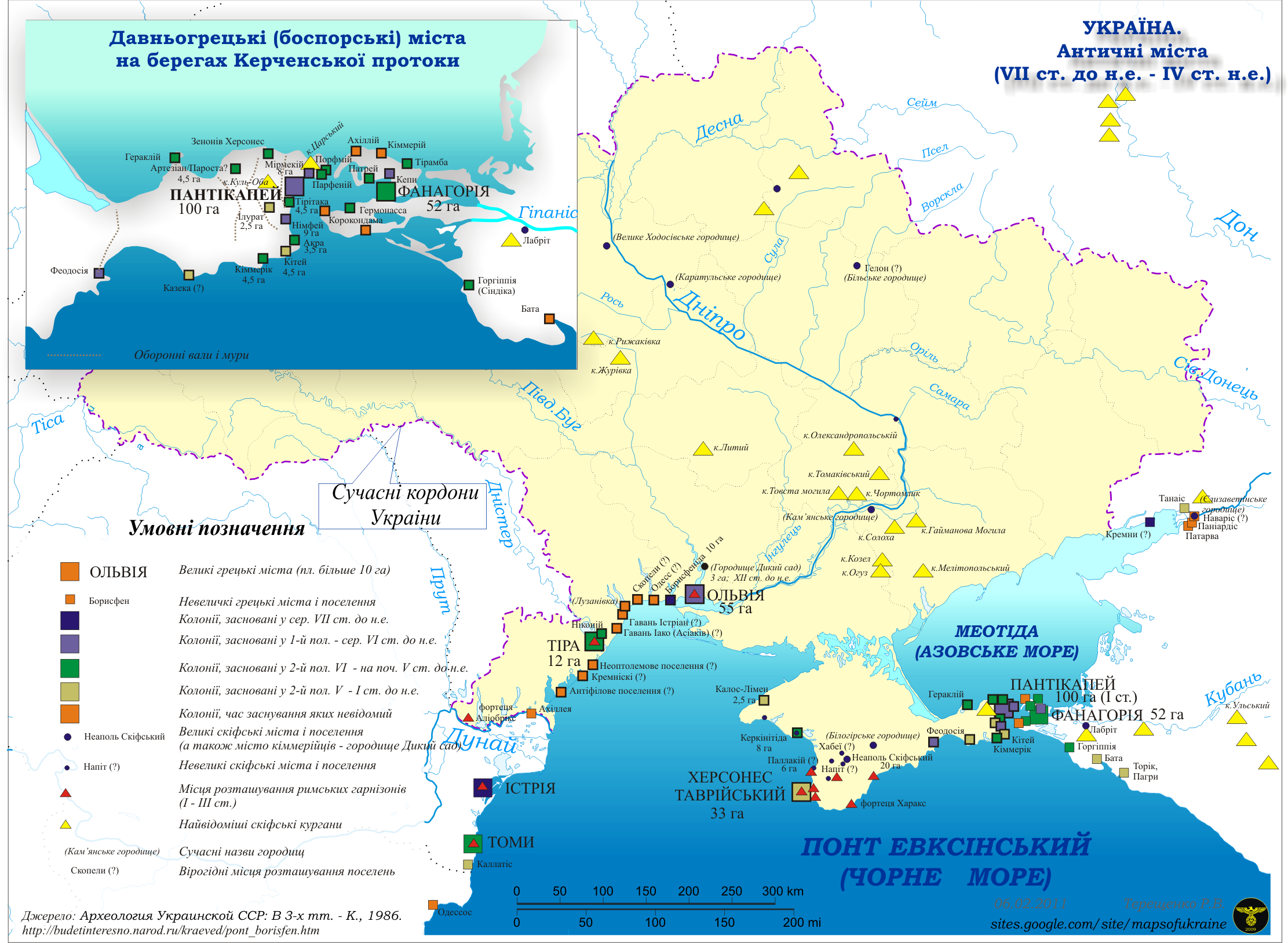
Античные города Северного Причерноморья

Казека— античный городок или поселок (основан в конце IV — начала III века до н. э. и известен до IV века н. э) на периферии Боспорского государства. Сейчас — городище вблизи от мыса Чауда и мыса Карангат на юго-западе Керченского полуострова.
Согласно сообщениям Арриана в «Перипле Понта Эвксинского» (II век) и перипла (IV—V века), приписываемого псевдо-Арриану, у восточной оконечности Феодосийского залива во II веке нашей эры мог находиться населенный пункт Казека — юго-западный форпост Боспорского царства.
В 1992 году на поселении были проведены археологические разведки В. К. Голенко и А. А. Клюкиным, а в 2005 году — обследования А. В. Гавриловым и А. Л. Ермолиным.
Ученые сравнили расстояния на основе старинных мер длины и вычислили местонахождение города.
Позже на этом же месте располагалось раннесредневековое поселение Салтовской культуры. Площадь памятника около 12 гектаров. В него входят три объекта: остатки культурного слоя античного городища, древние каменоломни и колодцы и остатки раннесредневекового поселения.
Культурные наслоения Казека, которые сохранились, находятся на высоте 20—30 метров над уровнем моря и вытянуты от мыса вдоль берега бухты Маячной в северо-восточном и юго-восточном направлении. Мощность культурного слоя здесь не превышает в среднем 20—50 сантиметров, это обусловлено тем, что скальные породы, которые подстилают плато мыса, находятся достаточно близко к современной поверхности. Большую часть поверхности самого мыса занимает выход материковой скалы, поэтому культурный слой сохранился здесь фрагментарно, главным образом, в понижениях, в то время как большая часть культурного слоя античного времени оказалась смытой по склону — в береговых впадинах аккумулировались линзы смытого слоя мощностью до 2,5 метров.
Площадь поселения около 12 гектар. 
На плато Чауда, между мысом и вершиной бухты Маячной, обнаружили четыре древних неглубоких колодца, вырубленных в известняках до водоносного горизонта. Они до сих пор используются. Все колодцы грушевидной формы, и лишь один из них имеет прямоугольное входное устье. Датировка колодцев затруднено, но археологи считают, что, будучи сооружены в первые века нашей эры, они активно использовались и подвергались перестройке в новое время. Трудно датировать и каменоломни — хорошо сохранившиеся разработки строительного камня на берегу бухты Маячной над западным обрывом плато мыса, в которых добывался известняк-ракушечник. Проблематичны для датировки также строительные остатки недалеко от маяка: фрагменты керамической тары первых веков нашей эры и амфор причерноморского типа перемешаны с современным мусором, в том числе и татарского аула, располагавшегося на месте маячного господарства.